# Загреб
За́греб (хорв. Zagreb [ˈzâːɡrɛb], нем. Agram) — столица и крупнейший город Хорватии. Население — 767 131 человек (2021), площадь — 641,29 км². Город расположен на реке Саве, притоке Дуная, на 45,815° северной широты и 15,98306° восточной долготы, на высоте 104 метров над уровнем моря (низшая точка) рядом с горным массивом Медведница.
Город Загреб с пригородами имеет статус отдельной жупании в составе Хорватии, руководство городом осуществляет мэр, избираемый городской ассамблеей (Городской скупщиной Загреба). 31 мая 2009 года мэром города на четвёртый срок (третий подряд) был избран Милан Бандич. 30 мая 2021 года новым мэром города стал Томислав Томашевич. 
Загреб находится в зоне континентального климата. Средняя летняя температура составляет +21°С, средняя зимняя температура +2°С. Время — среднеевропейское, GMT+1.

## Этимология
В документах упоминается с XI века, но, по-видимому, возник гораздо раньше. С XIII века упоминается как Zagrabia. Основа от славянского zagrebъ — «насыпь, прикоп», то есть «город на насыпи». В пользу славянского происхождения основы говорит наличие десятков топонимов Гребля, Гребло и др. на Украине, в Беларуси и западных областях России. Во времена Австро-Венгерской империи в немецкоязычной документации город носил название Аграм (от am-graben — «возле рва»).

## История
Первое упоминание урочища Загреб (также — Забрег) относится к 1094 году, когда венгерский король Ласло I учредил епископскую кафедру в поселении на загребском холме, получившем название Каптол (от латинского Capitul). В то время населённые пункты Градец и Каптол, сейчас входящие в историческое ядро города Загреба, представляли собой два независимых поселения.
В 1242 году Градец был разрушен войсками монгольского хана Батыя. После этого он Золотой буллой венгерско-хорватского короля Белы IV был провозглашён свободным королевским городом.
В начале XVII века Градец и Каптол фактически слились в одну конурбацию, епископство Каптола переименовывается в архиепископство Загреба.
В 1669 году иезуиты основывают в Загребе первую гимназию и академию. Эта дата считается датой основания Загребского университета, одного из старейших в Европе. Вскоре Загреб становится культурным центром страны и одним из самых больших городов Посавской Хорватии.
В 1776 году из Вараждина в Загреб переносятся заседания хорватского королевского веча (правительства), после чего конурбация фактически приобретает столичный статус.
В 1851 году бан Йосип Елачич официально объединил Каптол и Градец в стольный город Загреб. Тогда же был учреждён пост градоначальника объединённого города, на который был избран последний судья Градеца — Янко Камауф.
В 1860 году Загреб стал железнодорожным узлом.
Во время Второй мировой войны 10 апреля 1941 года Третьим рейхом и фашистской Италией было создано Независимое государство Хорватия, столицей которого стал Загреб. После освобождения Югославии от оккупантов Независимое государство Хорватия было ликвидировано, а Загреб стал столицей Социалистической Республики Хорватия в составе СФРЮ.
С 25 октября 1964 началось крупнейшее стихийное бедствие за всю историю Загреба — наводнение реки Савы.
31 октября 1964 года произошла самая страшная трамвайная авария Хорватии
25 июня 1991 года Сабор Республики Хорватия объявил независимость Хорватии и провозгласил Загреб её столицей. За этим последовала война с Югославией, ставшая тяжёлым испытанием для Загреба. В 1991 году ВВС Югославской народной армии нанесли по резиденции президента в Загребе авиаудар. В мае 1995 года Загреб подвергся ракетному обстрелу со стороны армии самопровозглашённой Республики Сербская Краина, в результате чего погибло семь и было ранено как минимум 175 человек.
22 марта 2020 года в Загребе произошло землетрясение магнитудой 5,3—5,4 по шкале Рихтера.

## Климат
Климат Загреба субтропический, выражены четыре времени года. Средняя температура зимой +1 °C, летом +22 °C. Как правило, в Загребе весьма жаркий май, особенно конец месяца — температура превышает +30 °C. Зимой бывают снегопады; осень, как правило, очень дождлива.
| Показатель                    | Янв.  | Фев.  | Март | Апр. | Май  | Июнь | Июль | Авг. | Сен. | Окт. | Нояб. | Дек.  | Год   |
| ----------------------------- | ----- | ----- | ---- | ---- | ---- | ---- | ---- | ---- | ---- | ---- | ----- | ----- | ----- |
| Абсолютный максимум, °C       | 19,4  | 21,6  | 26,1 | 28,7 | 33,7 | 37,0 | 40,3 | 38,0 | 34,2 | 27,6 | 25,0  | 21,5  | 40,3  |
| Средний суточный максимум, °C | 4,3   | 7,0   | 12,3 | 17,3 | 22,3 | 25,3 | 27,7 | 27,0 | 21,9 | 16,4 | 10,0  | 5,1   | 16,4  |
| Средняя температура, °C       | 1,2   | 3,1   | 7,5  | 12,2 | 17,0 | 19,9 | 22,0 | 21,7 | 17,0 | 12,0 | 6,5   | 2,2   | 11,9  |
| Средний суточный минимум, °C  | −1,3  | −0,2  | 3,6  | 7,7  | 12,2 | 15,1 | 17,0 | 16,9 | 12,8 | 8,5  | 3,7   | −0,1  | 8,0   |
| Абсолютный минимум, °C        | −22,2 | −21,7 | −17  | −3   | 0,5  | 4,6  | 7,3  | 5,3  | 2,3  | −6   | −9,7  | −18,7 | −22,2 |
| Норма осадков, мм             | 47    | 44    | 56   | 54   | 73   | 95   | 71   | 97   | 91   | 82   | 72    | 62    | 843   |
| Источник: Погода и Климат     |       |       |      |      |      |      |      |      |      |      |       |       |       |

## Население
Загреб — крупнейший город Хорватии и единственный, чьё население (с учётом пригородов) превышает 1 млн жителей, что составляет более 20 % населения страны. В городской агломерации проживают 1 088 841 чел., население самого города составляет 790 017 (данные переписи 2011 года). По данным местного управления полиции на 2005 год, в городе было зарегистрировано 973 667 чел.
Динамику численности населения Загреба с середины XIX века и до сих пор демонстрирует ниже приведённая Таблица:
| 1857   | 1869   | 1880   | 1890   | 1900    | 1910    | 1921    | 1931    | 1948    | 1953    | 1961    | 1971    | 1981    | 1991    | 2001    | 2011    |
| ------ | ------ | ------ | ------ | ------- | ------- | ------- | ------- | ------- | ------- | ------- | ------- | ------- | ------- | ------- | ------- |
| 48 266 | 54 761 | 67 188 | 82 848 | 111 565 | 136 351 | 167 765 | 258 024 | 356 529 | 393 919 | 478 976 | 629 896 | 723 065 | 777 826 | 779 145 | 790 017 |

Национальный состав Загреба достаточно однороден: по данным переписи населения 2001 года 91,94 % жителей города составляли хорваты. Согласно тем же данным, в городе проживали 40 066 представителей этнических меньшинств; крупнейшие из них — сербы (18 811 чел., 2,41 %), боснийцы (6204 чел., 0,80 %), албанцы (3389 чел., 0,43 %), словенцы (3225 чел., 0,41 %), цыгане (1946 чел, 0,25 %), черногорцы (1131 чел., 0,17 %) и македонцы (1315 чел., 0,17 %).
Большинство населения (ок. 90 %) исповедует католицизм, имеется также небольшое православное и мусульманское меньшинство.

## Районы Загреба
Город Загреб состоит из 17 районов (хорв. gradska četvrt):
- Долний Град (Donji grad)
- Горний Град — Медвещак (Gornji grad — Medveščak)
- Трне (Trnje)
- Максимир (Maksimir)
- Пещеница — Житняк (Peščenica — Žitnjak)
- Новый Загреб — восток (Novi Zagreb — istok)
- Новый Загреб — запад (Novi Zagreb — zapad)
- Трешневка — север (Trešnjevka — sjever)
- Трешневка — юг (Trešnjevka — jug)
- Чрномерец (Črnomerec)
- Горня Дубрава (Gornja Dubrava)
- Доня Дубрава (Donja Dubrava)
- Стеневец (Stenjevec)
- Подсусед — Врапче (Podsused — Vrapče)
- Подслеме (Podsljeme)
- Сесвете (Sesvete)
- Брезовица (Brezovica)

## Экономика
Важнейшими отраслями экономики в Загребе являются производство электроприборов, химическая, фармацевтическая и текстильная промышленность, а также различные предприятия пищевой промышленности. Загреб является международным торговым и бизнес-центром на оживлённом перекрёстке между Центральной и Восточной Европой.
Столица Хорватии имеет самый высокий номинальный ВВП на душу населения в стране (в частности, $ 19 132 в 2005 году). Здесь сосредоточено (имеют юридическую прописку) свыше трети всех хорватских компаний и около 40 % рабочей силы Хорватии. В Загребе, в частности, расположены главные офисы практически всех национальных банков, предприятий коммунальной сферы и общественного транспорта, важнейших экономических субъектов страны. Среди них штаб-квартиры крупнейших хорватских компаний: Franck d.d., Kraš, Croatia Airlines, Croatia osiguranje, Croatia Records, HT, INA, Konzum, Ledo, Pliva, RIZ, Tisak, Vipnet, Microblink (Photomath) и т. д. Также в хорватской столице расположены представительства многочисленных зарубежных производителей и торговых компаний, банков и т. д. Так, в 2006 году доля Загреба составила 52 % от общего оборота и 60 % от общих доходов компаний в Хорватии, город обеспечил 35 % экспорта страны и принял 57 % импорта в страну.
| Небоскрёбы Загреба |

В Загребе интенсивно развивается туризм. Загребские отели варьируются в диапазоне от крупных, высокого класса, в том числе сетевых, до небольших пансионов и полупансионов с размещением в частных домах. В Загребе работают три пятизвёздочные гостиницы (Westin, Sheraton, Regent Esplanade) и 10 четырёхзвёздочных.
Бюджет Загреба в 2017 году составлял 7,5 миллиардов кун (79 миллиардов рублей) а в 2015 среднемесячная нетто заработная плата — 6669 кун (70 636 рублей), ВВП (ППС) в 2004 году составлял $28 261 (771 836 рублей).

## Транспорт
Загреб находится в центре разветвлённой транспортной сети. Крупные современные автомагистрали идут от города в направлении на восток, в сторону Славонии, Белграда и Осиека (A3); на северо-восток, в сторону Чаковца, Вараждинa и Венгрии (A4); на юго-запад, в направлении Карловаца, Риеки и Сплита (A1); на северо-запад, в сторону Словении и Западной Европы (A2); на запад, в направлении Бреганы и Любляны (A3). В направлении Сисака и Баня-Луки на юго-восток в настоящее время строится автомагистраль (A11). Железные дороги связывают Загреб с крупнейшими городами Хорватии и соседних стран. В центре города расположены крупные автобусный и железнодорожный вокзалы.
Аэропорт Загреба находится в 17 километрах от города. Пропускная способность — 2 миллиона пассажиров в 2007 году.
Городской транспорт представлен разветвлённой сетью трамвайных и автобусных маршрутов, а также фуникулёрной линией на Томичевой улице в историческом центре города, связывающей Верхний и Нижний город. Разработан план строительства лёгкого метро, конкретные сроки реализации проекта не определены.

## Образование и культура
В городе находятся Загребский университет (28 факультетов), Католический университет, 16 театров, 22 музея и 31 художественная галерея.
Самым известным театром Загреба является Хорватский национальный театр, созданный в 1895 году и располагающийся в великолепном здании, которое было построено в том же году и по праву считается одной из архитектурных жемчужин города. Самой известной концертной площадкой является Концертный зал имени Ватрослава Лисинского.
Среди прочих театров — Городской драматический театр Гавелла, «Комедия», Театр кукол.
Один из наиболее примечательных музеев Загреба — Музей Мимара. В его коллекции более 3700 произведений искусства, с древности до наших дней. Также примечательная — Галерея старых мастеров, художественная галерея с большим собранием европейской живописи XIV—XIX веков. Дворец Кловича (Klovićevi dvori) — галерея на востоке Верхнего Города. В ней находятся коллекции многих хорватских художников, например Оскара Хермана или Винка Перчича. Остальные музеи и галереи:
- Музей современного искусства
- Современная галерея.
- Музей наивного искусства
- Археологический музей.
- Технический музей.
- Исторический музей.
- Музей естественных наук.
- Музей города Загреба.
- Этнографический музей.
- Технический музей.
- Дворец Кловича

Среди загребских парков выделяется крупный по размерам Максимир — здесь любят проводить досуг горожане. Там расположен одноимённый стадион и Загребский зоопарк.
Загреб является местом проведения ряда важных фестивалей, таких как Animafest (всемирный фестиваль анимационных фильмов, который проводится каждый чётный год), Международный фольклорный фестиваль, театральный фестиваль Eurokaz, фестиваль современного танца. В городе также проходят кинофестивали — Загребский кинофестиваль и ZagrebDox, фестиваль документального кино. Из музыкальных фестивалей, которые проходят в Загребе, — Zagrebfest, одно из старейших событий в хорватской поп-музыке, фестиваль авангардной музыки «Загребское музыкальное биеннале» (Muzički Biennale Zagreb) по нечётным годам, а также фестиваль Загребской филармонии. Начиная с 1996 года загребские улицы стали местом проведения международного мультимедийного фестиваля уличных исполнителей. Летом в городе часто устраивают концерты под открытым небом, преимущественно в Верхнем городе (в частности, в рамках городского фестиваля «Лето в Верхнем городе» / Ljeto na Gornjem gradu).

### Фильмы о Загребе
Ниже представлен список наиболее известных фильмов, значительная часть действия которых происходит в Загребе.
- Брчко в Загребе — Австро-Венгрия, 1917
- Девятый круг — Югославия, 1960
- Из России с любовью — Великобритания, 1963
- Понедельник или вторник — Югославия, 1966
- Доспехи бога — Югославия, 1986
- Случайная жизнь[англ.] — Югославия, 1969
- Живая правда[англ.] — Югославия, 1972
- Журналист[англ.] — Югославия, 1979
- Третий ключ[англ.] — Югославия, 1983
- Семья Глембаев[англ.] — Югославия, 1988
- Проект «Пришелец» — Австралия—США, 1990
- Красная пыль[англ.] — Хорватия, 1999
- Вперёд, Жёлтый![англ.] — Хорватия, 2001
- Милые мёртвые девочки — Хорватия, 2002
- За стеклом[англ.] — Хорватия, 2008
- Метастазы[англ.] — Хорватия, 2009
- Только между нами[англ.] — Хорватия, 2010
- Мать асфальта[англ.] — Хорватия, 2010
- Шоу должно продолжаться[англ.] — Хорватия, 2010
- Таковы правила[англ.] — Хорватия, 2014
- Конституция[англ.] — Хорватия, 2016
- На другой стороне — Хорватия—Сербия, 2016

## СМИ
В городе расположена штаб-квартира Хорватского радиотелевидения (Hrvatska radiotelevizija, HRT), созданного путём слияния Хорватского Радио, начавшего свою работу в 1926 году, и Хорватского телевидения, основанного как TV Zagreb в 1956 году. Хорватское телевидение является самым популярным в регионе Юго-Восточной Европы. Офис HRT со студиями расположен по адресу: Prisavlje 3.
В Загребе действуют также 2 мощных коммерческих телекомпании: Nova TV (Remetinečka cesta, 139), принадлежащая международной компании СМЕ, и RTL Televizija (Krapinsk, a 45), принадлежащая RTL Group. Кроме того, в хорватской столице работают частные компании: OTV и Z1 с регионально ориентированным контентом на Загреб и его окрестности. В городе транслируются и первый хорватский бизнес-канал Kapital Network и музыкальный канал Croatian Music Channel, которые доступны в кабельных сетях.
Из Загреба осуществляют вещание целый ряд радиостанций, среди которых самыми популярными являются: Хорватское радио (Hrvatski radio), радио «Сльеме» (Radio Sljeme), 101-радио (Radio 101), «Народное радио» (Narodni radio), радио «Цибона» (Radio Cibona) и др.
Первые ежедневные газеты в Загребе начали выходить ещё в 1784 году (Agramer deutsche Zeitung). Сегодня Загреб является средоточием крупнейшего газетного холдинга в Хорватии. Его владельцем является компания Europapress Holding (EPH, Koranska, 2), одна из крупнейших компаний Европы этого сектора, что сейчас издаёт пять ежедневных газет и 30 журналов. Самые массовые газеты страны Jutarnji list и Sportske novosti принадлежат EPH, Večernji list (основана 1959) и 24sata — в составе австрийского медийного концерна Styria Medien AG, Značajan je («Это важно») и Vjesnik («Вестник»).
Загреб является местом сосредоточения наиболее посещаемых интернет-порталов в Хорватии: Index.hr, Net.hr, Oglasnik.hr и т. д.

## Спорт
С 22 июля по 5 августа 2006 в Загребе проходил Чемпионат мира по стрельбе 2006. В январе 2008 и 2013 года Загреб принимал Чемпионат Европы по фигурному катанию. В январе-феврале 2009 года Арена Загреб, расположенная в Ланиште в Новом Загребе, принимала чемпионат мира по гандболу 2009.
С сезона 2013/2014 хоккейный клуб «Медвешчак» начал выступления в КХЛ, а с сезона 2017/2018 он эти выступления закончил.

## Достопримечательности
- Верхний город — исторический центр бывшего поселения Градец. Расположен на вершине высокого холма, соединён с Нижним городом фуникулёром. Наиболее примечательны:
  - Церковь св. Марка с мозаичной крышей из разноцветной черепицы. Построена в 1242 году, с тех пор многократно перестраивалась. Мозаика на крыше, изображающая гербы Хорватии, Славонии, Далмации и Загреба, выполнена в XIX веке.
  - Башня Лотршчак. Построена в XIII веке. От её подножия открывается великолепный вид на Загреб.
  - Церковь св. Екатерины. Построена иезуитами в 1632 году, один из лучших образцов барочной церковной архитектуры Хорватии.
  - Каменные ворота. Старейшее сооружение Загреба, построены в начале XIII века. В воротах — крошечная часовня с почитаемой иконой Богоматери.
- Кафедральный собор Вознесения Девы Марии. Располагается в историческом центре бывшего Каптола. Первый храм на этом месте, называвшийся храмом св. Степана, был построен в 1175 году, с тех пор многократно перестраивался, в последний раз в 1880 году в неоготическом стиле. Высота башен собора — 108 метров.
- Церковь св. Власия, построенная в 1915 году и известная благодаря куполу диаметром 18 метров.
- Преображенский собор — сербский православный собор, построенный в 1866 году.
- Площадь бана Йосипа Елачича. Центральная площадь Нижнего города. Здания на ней принадлежат к самым разнообразным архитектурным стилям: от классицизма и барокко до модерна. В центре площади — конная статуя бана Елачича.
- Площадь Хорватской республики, с расположенным на ней зданием Хорватского Национального театра (1895 год) и зданием Загребского Университета (1856 год).
- Площадь короля Томислава, самая большая площадь-парк Загреба. С южной стороны находится здание железнодорожного вокзала, с северной — изящный павильон искусств (1896 год), где размещается музей. На площади стоит памятник королю Томиславу (1947 год).
- Кладбище Мирогой — одно из красивейших кладбищ в Европе, основано в XIX веке на участке, которым владел Людевит Гай.
- Модель Солнечной системы, раскинувшаяся на 7,7 километров.
- Тоннель Грич  — пешеходный тоннель под историческим районом Грич.

## Известные уроженцы и жители
Родившиеся в Загребе
Со времени объединения Загреба городской ассамблеей присваивается звание почётного гражданина Загреба. С 1853 по 2010 год это звание получил 51 человек. Среди них — деятели науки, просвещения, политики.

## Города-побратимы
- Майнц, Германия (1967)
- Санкт-Петербург, Россия (1968)
- Тромсё, Норвегия (1971)
- Киото, Япония (1972)
- Краков, Польша (1975)
- Лиссабон, Португалия (1977)
- Питтсбург, США (1980)
- Шанхай, Китай (1980)
- Клуж-Напока, Румыния (1991)
- Будапешт, Венгрия (1994)
- Вена, Австрия (1994)
- Сараево, Босния и Герцеговина (2001)
- Любляна, Словения (2001)
- Белград, Сербия (2003)
- Подгорица, Черногория (2006)
- Лондон, Великобритания (2009)
- Балаково, Россия